# ズームイン信州
『ズームイン信州』（ズームインしんしゅう）は、1968年10月6日から1972年3月26日まで信越放送で放送されていたローカル番組で、（判明している限りでは）同社初の定時での自社製作カラー番組である。

## 番組が放送開始されるまで
信越放送は1958年10月25日（正式開始は同年11月15日）に長野県初のテレビ放送を開始して以来自社製作番組を制作していたが、1967年10月1日に待望のカラー自社製作装置が完成。カラー製作の特別番組が放送されるようになっていたが、このノウハウを活かして定時での自社製作カラー番組を製作・放送しようという機運が高まっていた。それが形となって現れたのが本番組である。

## 番組の内容
番組は毎週朝10:30 - 11:00 （のちに朝9:30 - 10:00と1時間繰り上がる）の30分間放送。体裁は社会情報番組であるが、製作部署の報道製作局では「ひとつのスタイルに捉われず柔軟な構成で番組制作していく」という方針で初回から番組制作にあたっている。番組の内容は大きく分けて3つである。
1. カラーフィルム構成の特集
2. 現場中継による報道特別番組
3. スタジオでの収録による企画

初期にはニュースフィルムの自社製作現像処理が完成しておらず、カラーフィルムの現像処理は東京の現像所に委託して製作していたといい、同時に初期には1.の内容が毎週続いていた。しかし、1969年にはこの年カルメン・マキが歌ってヒットした「時には母のない子のように」を作詞し、前衛演劇の天井桟敷を主催するなど若者のリーダーとして知られていた劇作家・詩人の寺山修司を呼び、県内の若者と討論させるという、当時キー局でも準キー局でも考えられなかったような企画を放送して全国的に注目されるようになると、3.のスタイルの番組も平行して放送されるようになった。
そして1970年にニュースフィルムの自社製作分がカラー化され、初めてカラーテレビ中継車が導入されると2.のスタイルの企画も放送されるようになった。2.スタイルで代表的なのは、諏訪湖の汚染の深刻化を訴える連続企画。放送されていた当時、諏訪湖は工場からの排水で富栄養化し、魚が住めない死の湖と化していた。そういう現状を訴える企画を毎週放送していったが、これがきっかけとなって諏訪湖周辺の市町（岡谷市・諏訪市・諏訪郡下諏訪町）では下水道整備が進み、今では長野県一の普及率を誇るようになった。ちなみに下水道普及以後の諏訪湖環境浄化キャンペーンは、放送当時唯一のライバル局だった長野放送が行い、現在でも継続中。
社会情報番組ではあるが、ローカルワイドニュース番組のはしりともなっていた番組であり、本番組でのノウハウはのちの自社製作ローカル番組に生かされている。1972年3月26日、翌日放送開始の『オンエア8:00』に譲る形で終了した。